# Tombes de Poblet
Tombes de poblet és una pintura sobre tela de grans dimensions feta per Santiago Rusiñol el 1889 i que actualment forma part d'una col·lecció privada. Aquesta obra va ser realitzada en el viatge que Rusiñol va fer en carro per Catalunya juntament amb Ramon Casas, després va ser exposada a la Sala Parés junt amb Tarda de pluja, també de Rusiñol, La Vídua de Ramon Casas i altres obres d'artistes modernistes el mateix 1890.
En aquesta obra es poden observar uns sepulcres a la part esquerra, recolzats en uns murs de l'edifici principal. A la dreta es pot observar una heura créixer i entrar per una finestra.

## Premis i reconeixements
- 1890 - Medalla de Segona Classe Exposició Nacional de Belles Arts (Madrid)[3]

## Exposicions rellevants
- 1890- Sala Parés
- 2012- Santiago Rusiñol. La campanya de Poblet de 1889, al Museu de la Vida Rural.[4]